# 与那嶺要
与那嶺 要（よなみね かなめ、本名：ウォレス・カナメ・ヨナミネ（Wallace Kaname Yonamine）、1925年（大正14年）6月24日 - 2011年（平成23年）2月28日）は、アメリカ合衆国ハワイ準州（Territory of Hawaii）マウイ島オロワル生まれのプロアメリカンフットボール選手（ランニングバック）、プロ野球選手（外野手、左投左打）・コーチ・監督（外国籍を有する監督としてはNPB史上初）。
父親は沖縄県、母親は広島県出身のハワイ移民日系2世。日本IBMの社長を務めたポール与那嶺は息子。2025年より北海道日本ハムファイターズに所属するマイカ与那嶺は大甥（弟の孫）に当たる。
ウォーリー（Wally）という愛称で親しまれ、ウォーリー与那嶺と表記されることもある。

## 経歴

### アメフトから野球に
小学生になると、夏休みには父親が働く製糖会社パイオニア・ミルのサトウキビ畑の刈り入れを手伝う。この家業の手伝いが「足腰の強さを培った」ともいわれている。フェリントン・ハイスクールでは、アメリカンフットボール・バスケットボール・野球の万能選手だった。
俊足を買われ、1947年にアメリカンフットボールのサンフランシスコ・フォーティナイナーズ（当時はNFLとは別のAAFCというリーグに所属していた）に契約金14,000ドルで入団。ハーフバックとして活躍するが、同年オフにハワイへ帰郷した際、野球を楽しんでいたところ左手首を骨折したことが原因で、49ersを退団。次にハワイアン・ウォリアーズでプレーするが、2年目に左肩を脱臼してフットボール選手としての現役続行を断念した。
1950年に野球に転向し。マイナーリーグAAA級サンフランシスコ・シールズ傘下のC級ソルトレイクシティ・ビーズに入団する。同年は打率.335を打ってリーグ5位に入り、翌年の2A昇格が決まっていた。しかし、同年オフにホノルルで行われた、ハワイ選抜対パ・リーグ選抜に出場して日本プロ野球選手の好待遇を知り、与那嶺は日本でのプレーを望む。

### 現役時代
日米球界の架け橋となったキャピー原田によって読売ジャイアンツに紹介され、シールズ監督のレフティ・オドールの勧めもあって、1951年シーズン途中の6月2日に来日する。しかし、アメリカ国籍の選手が日本プロ野球でプレーするのは戦後初めてだったことから、日本人への影響を踏まえて慎重に検討され、6月19日になってようやく2年契約の年俸100万円で読売ジャイアンツ入団を果たす。戦後初の外国人選手となった。与那嶺は入団までしばらく野球ができなかったことから、東京の町でランニングをしていた。特に、朝早くの皇居ランニングを気に入っており、当時ハワイから来日していたダド・マリノと一緒に走ったこともあったという。
同年6月19日の対中日ドラゴンズ戦でデビュー。2点リードされた7回裏無死一二塁の場面で、代打を探すためにコーチボックスからダグアウトへ戻った監督の水原茂に対して、与那嶺は「I'll try!」（やります!）と叫び、初打席に代打として起用される（事前に何も言われておらず準備もしていなかったところに、突然水原から代打を命ぜられたともいう）。ベンチからは送りバントの指示があったが、そこで与那嶺は杉下茂からいきなり三塁線に絶妙のセーフティバントを決めた。翌20日の対広島カープ戦では小松原博喜に替わって「7番・左翼手」で先発出場して4打数2安打を打つと、そのまま左翼手のレギュラーに定着。8月末以降は1番打者に起用されるようになった。
優れた打撃技術だけでなく、同年9月12日の対国鉄スワローズ戦で1イニング3盗塁と2イニング連続本盗を記録した持ち前の快足に加え、併殺崩しや本塁突入時の激しいクロスプレイなど、本場仕込みの走塁技術を発揮。一方で、激しいプレーはすぐには日本人に受け入れられなかった上に、戦後まもない時期で日系アメリカ人を裏切り者とみなす風潮があり、与那嶺に対して汚いヤジを飛ばしたり物を投げ込んだりする観客もいた。与那嶺は「1年目は地獄だった。でも、彼らの気持ちを変えるのが自分の務めと自分に言い聞かせた。後に続く者のためにも、自身のためにも」と回想している。
一方、アメリカンフットボール選手時代には移動は飛行機で宿泊は一流ホテルだったところ、日本では移動は三等客車の列車で宿泊は和風旅館と、著しい待遇の違いに苦しんだ。また、蒸し暑い夏の気候や食事にも苦労し、特に毎食「タマゴメシ」（卵かけご飯。アメリカ人は生卵を食べる習慣がない）が出るのには閉口したという。しかし、与那嶺は生活面でも日本人と同じにしようと努力して、チームメイトとも良好な関係を築き、シーズン終了後に選手リーダー格の千葉茂から「あんたは俺たちと同じことをやった。あんたはいい奴だ。日本で暮らしてみないか。俺たちもできるだけ援助するよ」とまで言われている。同年シーズンは規定打数（現在でいう規定打席）不足ながら打率.354、26盗塁の好成績を残した。
翌1952年にはいずれもリーグ2位の打率.344、38盗塁、リーグ最多の163安打、104得点を記録し、オールスターゲームにも初出場を果たす。オールスターには以後8年連続で選出されている。同年の猛打賞22回は青田昇を超える当時の日本記録（1972年に張本勲が並び、1996年にイチローが更新）。この年は打率.312でリーグ6位に入った千葉茂と1・2番コンビを組み、二人とも四割を超える高出塁率を記録した（与那嶺.405、千葉.412）。
1953年からはこれまで中堅手のレギュラーであった青田昇の大洋移籍に伴って、与那嶺が中堅手を務めるようになるが、このシーズンもリーグ5位の打率.307を残した。
1954年には、渡辺博之・西沢道夫と激しく首位打者を争うが、9月中旬以降.433と好調を維持し、打率.361という自己最高の成績で、同僚の川上哲治（打率.322）を押しのけて自身初の首位打者を獲得。加えて、172安打、69四球、出塁率.441、93得点のいずれもリーグトップで、リードオフマンの役目を全うした。1955年は9月4日の広島カープ戦で負傷して閉幕まで20試合を欠場、打率.311（リーグ4位）に留まり、川上（打率.338）に首位打者を奪い返される。
1956年3月21日の対国鉄戦で球団史上初の開幕戦初回先頭打者本塁打を放つ（その後に巨人で記録した選手は2003年の清水隆行、2007年の高橋由伸）。同年は打率.338で2度目の首位打者となり、リーグ5位の13本塁打を残す。同年オフには、年俸が600万円にも達し、チームで一番の高給となっていた。川上がフロントに対して、与那嶺の給料が自分より高いことについて説明を求めたとの噂もあったという。
翌1957年は風邪のために春季キャンプで出遅れ、オープン戦は22打席無安打に終わる。与那嶺は開幕戦の先発から外れるが、第4戦の4月2日の大洋戦から先発に復帰。川上が開幕から3割5分台で打撃成績トップを走っていたが、6月に入ると与那嶺が逆転し、最終的には与那嶺が打率.343で2位の田宮謙次郎（.308）を大きく引き離して2年連続3回目となる首位打者を獲得。初のMVPにも選出された。
1958年からは再び左翼手に戻り、この年の5月25日対広島カープ戦で1000本安打を達成するが、793試合目での達成は当時のNPB最速記録であった（1989年にブーマー・ウェルズが781試合で更新）。1958年は.293のリーグ3位の打率を残した。
1959年は.287の打率を残し、2年連続でリーグ3位となる。なお、川上が引退したこともあり、一塁手が空き、与那嶺が入るという構想もあったが、その与那嶺の代わりに外野を守った王貞治が守備ができなかったことから、結局は与那嶺が外野となり王が一塁手となる出来事もあった。
35歳のシーズンとなった1960年、打率.228と成績が急降下する。同年11月19日、かつては首位打者を激しく争った川上が監督に就任すると、与那嶺は来季の戦力構想から外れる。成績の下降も然ることながら、日本語の上達が思わしくないこともまたその理由であった。巨人退団にあたって球団から功労金として、引退するなら100万円、他球団に移籍するなら50万円の提示を受ける。他球団でのプレーを希望していた与那嶺は50万円を了解するが、ちょうどこのシーズンでA級10年制度の資格を得たため、資格を持ったまま他球団と交渉することを希望し、自由契約の発表を待って欲しいと伝える（与那嶺は権利の有無で年俸に40,000ドルもの差が出ると主張したという）。しかし、巨人側は与那嶺の希望を無視し、A級選手の移籍交渉解禁の12月16日を待たずに12月3日に自由契約を発表した。与那嶺は中日ドラゴンズと近鉄バファローから誘いを受けるが、巨人と対戦できることを理由として12月7日に年俸15,000ドルで中日に入団した。
巨人時代はベストナインを通算7回受賞するなどの活躍で第2期巨人黄金時代を支えた。1番・与那嶺、2番・千葉茂は当時球界屈指の1・2番コンビであり、4番打者の川上とは首位打者を争うライバルであった。
1961年4月8日の巨人を相手にした開幕戦では9回に決勝本塁打を放つなど、開幕当初は好調だったが、力の衰えは隠せず7月下旬からレギュラーを外れる。結局、本塁打は開幕戦の1本のみで、打率.178に終わる。1962年はわずか3安打に留まり、この年限りで現役を引退、12月26日にコーチ就任が発表された。

### 引退後
引退後は中日（1963年 - 1966年一軍打撃コーチ, 1970年 - 1971年ヘッドコーチ→1972年 - 1977年監督）、東京・ロッテ（1967年 - 1969年一軍打撃コーチ）、巨人（1978年 - 1979年二軍外野守備・走塁コーチ→1980年一軍打撃コーチ）、南海（1981年一軍打撃コーチ→1982年一軍ヘッド兼打撃コーチ）、西武（1983年二軍打撃コーチ→1984年一軍守備・走塁コーチ）、日本ハム（1985年一軍守備・走塁コーチ→1986年ヘッドコーチ→1987年 - 1988年一軍ヘッド兼打撃コーチ）と、長期間切れ目なく各球団で監督・コーチを歴任。中日監督時代は1972年には新人監督での開幕連勝記録を達成し、1974年には、古巣・巨人のV10を阻止し、1954年以来となる20年ぶりのリーグ優勝を果たした。
南海のコーチには監督のドン・ブレイザーの要請で就任。
1987年オフにフジテレビ系『プロ野球ニュース』の企画「特別出前表彰式」に出演。都内の自宅にて、やや困惑した顔で中井美穂から表彰状を受け取っていた。
1988年シーズンを最後にアメリカへ帰国するが、夫人が真珠専門店「与那嶺真珠」を経営していたため、その後も1年の半分は日本で過ごしていた。1990年にホノルルのシェラトン・ワイキキで引退記念パーティー行われ、州知事・上院議員のほか、友人のピッツバーグ・パイレーツ球団代表など700人が集まった。その席上、ハワイへの恩返しとして、スポーツと学業に優れる生徒を毎年1名選定して年間5,000ドルの奨学金を支給する制度「ヨナミネ・スカラシップ」を発表した。1994年には米国人として初めて野球殿堂入りを果たす。
1998年には、ハワイ高校体育協会に20万ドル寄付し、以降は故郷のハワイで悠々自適の日々を送っていたが、2006年にプロ野球マスターズリーグ参加を機に18年ぶりに再来日した。
2007年には、本派本願寺ハワイ別院からハワイ人間州宝として表彰された。
2009年には、オリックス・バファローズの招きで7月16日のロッテ戦で始球式を行ったなど80歳を超えても元気な姿を見せたが、前立腺がんのため2011年2月28日にホノルルのシニアホームで死去。85歳没。
死去から3ヶ月後の2011年5月27日、東京都港区六本木の、本人が生前通っていた六本木教会にて『お別れの会』が催され、長嶋茂雄や王貞治、中日監督時代の教え子で1974年優勝時の投手だった星野仙一ら400人が参列し、故人との別れを惜しんだ。王は「全てを教えてくれ、野球人生が大きく変わった。与那嶺さんの加入は、プロ野球発展の節目の一つ」とスピーチした。また楽天監督を務める星野は「ウォーリーは生きています。私が『ウォーリーイズム』を楽天で作っています。必ずいい地盤を築き、ウォーリーに報告したい」 と挨拶し、最後は盛大な拍手と大歓声に包まれた。お別れの会は当初3月22日に千代田区麹町の聖イグナチオ教会で行う予定だったが、11日前（3月11日）に発生した東日本大震災により延期されていた。
出身地であるハワイ州のダニエル・K・イノウエ国際空港内には、功績を称え、サンフランシスコ・フォーティナイナーズや巨人の選手時代、中日監督時代のユニフォームなどが展示されている。

## 選手としての特徴
アメリカ仕込みのスライディング、タックルなどの激しいプレースタイルは、当時「スカートをはいたお嬢様野球」と揶揄された日本プロ野球に新風を吹き込んだ。「スライディングの際、足の甲で相手野手のグラブを蹴り上げてボールをこぼれさせる」「本塁突入時に、捕手のミットをはじき飛ばす、肩で捕手の左肩を狙って転倒させる」という走塁技術や、現在では当たり前に行われている打者の一塁ベースランニングの常識（コーナー内側を足で蹴り、90度の角度にすばやくスライドする）を日本プロ野球界に普及させた選手でもあった。また、犠打ではなく自身が出塁することを目的としたドラッグバントや、フライ球へのダイビングキャッチなどの新しい戦術は、与那嶺によってもたらされたと言われる。
初めのうち、激しい走塁は「汚いプレー」として、他チームや観客だけでなく審判からも激しく批判を受けた。しかし、巨人監督の水原茂が全面的に応援してくれたため、プレーを続けることができたという。
日本プロ野球界の走塁の意識を変えた外国人選手として、与那嶺はダリル・スペンサーと共に名前がよく挙がる選手であり、加藤良三は「日本の野球に革命をもたらしました。戦闘的スライディングはその一例で、芸術的な打撃はいまもまぶたに残っています」と語っている。
川上哲治は与那嶺について「とにかく、足が速かった。速いだけでなく、それまで見たこともないような頭を使った走塁術がすごかった」と振り返っており、「当時の日本の野球は、ただ打って、投げる、という単純な野球だった。そこに、彼が米国の進んだ野球を持ち込んできた。そういう近代野球への目を開かせてくれたという意味で、大きな貢献だった」とその功績を称えている。
ホームスチール通算11回は歴代1位であり、来日した1951年にはシーズン最多ホームスチール記録となる5回を決めている。ただし、日本シリーズ史上最多となる「1シリーズで3盗塁死」という記録（1953年対南海、7試合）も持っており、2018年現在でも1984年の福本豊（阪急、7試合）、2018年の田中広輔（広島、6試合）と並ぶ最多記録タイである。
打撃の方も、研究熱心だったこともあり、外国人選手が手こずる変化球打ちもすぐにマスターした。日本人的なボールを呼び込んで腰を回して打つ打法を、完全に自分のものにしていた。
芸術的な打撃と走守に優れる選手であったが、アメフト選手時代に肩を怪我した影響で弱肩であったため、肩が唯一の弱点ともいわれた。
アメリカからさまざまな雑誌を取り寄せて、MLBの情報に詳しかった。テッド・ウイリアムスなど当時の有名選手の理論を自分に採り入れるだけでなく、チームメイトにも教えたりし、巨人にとって大きな役割をしたと評価される。

## 人物

### 日本での生活 監督としての評価など
日本語は日常会話であれば理解できたものの、読み書きはほとんどできず、細かな表現にはつたない部分もあった。与那嶺の日本語があまり上達しなかったのは、野球の練習に専念するために日本語の勉強の時間を惜しんでいたためとされる。中日監督時代の遠征の際、ある選手が門限を破って帰ってきたのを見付けた与那嶺は、「今晩は、寝ないで反省しろ!」と叱り付けたかったのを上手く言えず、「こんばんは」を何度も繰り返すばかりで言葉が先に進まず、結局何も言えないまま自室に帰してしまったことがある。周りにいた者たちは「なぜ監督は挨拶していったのだろう?」と不思議がったという。ただし本人も何も対策しなかったわけではなく、周囲の人に新聞を読み伝えてもらうことにより、スポーツ紙記者の考えなどはきちんと頭に入れていた。また、晩年は「さらば、愛しきプロ野球 … 。」に出演した際などに堪能になった日本語でやり取りしていた。
野球に対する姿勢は厳しかったが、日常では穏和な性格で知られ、非常に大らかでアットホームな優しさを持っていた。谷沢健一は与那嶺の監督時代の思い出として、「開幕戦の前や移動日に家に全員招待してくれて、与那嶺夫人の手料理を振る舞ってもらって、息子さんや娘さんも歓待してくれた。そうやってチームの和ができていった。なかなか日本の監督さんにはないタイプだった」と語っている。また谷沢は「打撃理論が全く合わなかった」と述べている。星野仙一は「与那嶺さんに怒られたことは一度もない。懐の深い、米国の合理性と義理人情を両方持っている」と評したこともある。
大変な愛妻家で、当時のプロ野球選手は夫人を球場に呼ぶことはあまりなかったが、与那嶺は平気で夫人を観戦に呼んでいた。与那嶺がハッスルしている日は大抵夫人が観戦に来ていたことから、チームメイトから「これなら、毎日奥さんを来させなきゃダメだ」と冗談の種にされていた。
現役引退後サラリーマンと解説者をしていた権藤博を二軍投手コーチで招聘しており、権藤は与那嶺について「現場復帰への道を開いてくれた恩人」「熱い思いと行動力、そしてアメリカの合理主義を併せ持つ生き様は私の描く理想の野球を具現化する存在」と述べている。
1950年代前半頃、広島総合球場での対広島戦で小競り合いになると地元の広島ファンが降りて来たが、その中にヤクザがいて、「与那嶺、町中を歩いていたらぶっ殺すからな!!」と脅された。この体験は本人にとってトラウマになっていたらしく、後々まで「広島はヤクザが多くてホント怖いヨ」と口にしていた。
1975年の9月7日のヤクルト戦で鈴木孝政が9回表途中からリリーフしロジャー・レポーズから逆転2ラン打たれてその後1点入って延長になって続投の場面でベンチにいたら与那嶺は鈴木に「お前が行かなくて誰が行くんだ」と言い2発殴りベソかきながら10回表を投げその裏にサヨナラで勝ち投手になり、鈴木は「普段は優しいんですよ。」、与那嶺から「何で殴られたから分かるか。お前なら打たれてもベンチで観客席も皆が納得するんだ。だからお前を殴ってでもマウンドに行かせたんだ。」と与那嶺から言われ、鈴木は「自信になりました。あの2発には今でも感謝してます。」と述べている。

### 川上哲治との関係
現役時代は川上と毎年打率上位を争い（与那嶺入団以降では、川上・与那嶺がいずれも3回首位打者を獲得している）、現役引退後も互いに監督として競い合った。与那嶺が1960年限りで巨人を退団し中日に移籍したのは、水原茂の後任として監督に就任した川上が、成績が急低下した与那嶺を戦力外と見なし、自身のチーム構想に組み入れなかったことが原因とされている。そのため川上を激しく敵視しており、関連するエピソードをいくつも残している。
当時同じ中日選手だった板東英二の著書『プロ野球知らなきゃ損する』には「中日の選手が川上さんと呼ぶと『川上じゃない、哲と呼べ』と訂正させた」、「ベテランなのに若手と一緒に泥まみれになり、哲をやっつける為に鬼の形相でキャンプ練習に取り組んでいた」「与那嶺さんが巨人との試合で逆転ホームランを打った時、ウォーリーの大合唱が起きて試合が中断するほどだった」などの記述があり、近藤貞雄も「ドラゴンズの人間がうっかり彼の前で『川上さんが』などと口にしようものなら、『川上さんなんて言わんでよろしい、テツでいい』と一喝するなど、ライバル意識は衰えることがなかった」と著書で記している。中日監督時代には、川上率いる巨人との試合で劣勢になると「哲のヤロー!! チックショー!!」と叫んだり、試合前のミーティングでも「哲に負けるな!!」と片言の日本語で吠えまくっていたという。1974年に川上率いる巨人のV10を阻むセントラル・リーグ優勝を決めた際には、「とうとうやったヨ、哲やっつけたヨ。Happyネ。長い間日本にいて良かったヨ、本当に良かったヨ……」と大はしゃぎしていたという。なお、川上はこの年限りで巨人軍監督を引退しており、与那嶺はまさに1960年のリベンジを果たした形となった。
もっとも、川上本人も憎まれていたことは十分に承知しており、「（川上が巨人の監督に就任した当時の）与那嶺は既に体力が衰えていたため、彼を戦力外としたのは仕方のないことだった」「与那嶺は日本語が上手くなかったためにコーチとしての留任も全く考えられなかった」と川上は語っている。
1978年に二軍外野守備・走塁コーチとして巨人に復帰し、1980年には打撃コーチを務めたが、同年に長嶋茂雄が監督を解任されると、同時に与那嶺も辞表を提出した。この時の長嶋解任には川上が関わっていたとする説があり、それに反発してコーチを辞任したのではないかと見られている。コーチ辞任後は巨人OB会には不参加を貫いた（コーチ時代はOB戦に出場している）ほか、1996年にナゴヤ球場で行われた中日対巨人のOB戦では、川上が巨人OBの監督として出場した一方、与那嶺は中日OBとして出場している。その一方で、川上が関与していなかった世界少年野球大会では巨人のユニフォームを着用し、協賛行事の日米OBオールスターゲームに出場したことがある。

### 王貞治をめぐる逸話
少年時代の王貞治が後楽園球場での試合を観戦した際、王少年は観戦に来た大勢のファン達と同様に、巨人の選手達に向かってサインを希望した。周囲の少年達はサイン用の色紙や本格的な硬球を差し出しサインを希望したが、経済的に豊かとは言えなかった王少年は玩具のゴムボールを差し出し、そこにどうにかサインをもらおうと頑張っていた。だが選手達も忙しいこともあり、王少年は必死で差し出したものの、粗末で目立たないゴムボールなどは見向きもされなかった。その時、与那嶺だけが王少年のゴムボールに気付き、立ち止まって快くサインに応じた。
後年、このエピソードの真偽を問われた与那嶺は、「何で日本の選手はサインをしてあげないのか、不思議に思いました。彼が王君だったかは分かりませんが、目の大きな子供が軟球を差し出していました。誰もサインをしてあげなかったので、僕がしたことは覚えています」と返答した。王は与那嶺が死去した際、「小学生の時に後楽園球場で初めてサインをいただいたのが与那嶺さん。プロ入りした時、野球の何たるかを教えてくれた恩人ともいえる方でした。温和な人柄でこんな形でお別れするのは残念でなりません」とコメントを寄せた。

## 詳細情報

### 年度別打撃成績
| 年 度      | 球 団      | 試 合 | 打 席 | 打 数 | 得 点 | 安 打 | 二 塁 打 | 三 塁 打 | 本 塁 打 | 塁 打 | 打 点 | 盗 塁 | 盗 塁 死 | 犠 打 | 犠 飛 | 四 球 | 敬 遠 | 死 球 | 三 振 | 併 殺 打 | 打 率 | 出 塁 率 | 長 打 率 | O P S |
| ---------- | ---------- | ----- | ----- | ----- | ----- | ----- | -------- | -------- | -------- | ----- | ----- | ----- | -------- | ----- | ----- | ----- | ----- | ----- | ----- | -------- | ----- | -------- | -------- | ----- |
| 1951       | 巨人       | 54    | 213   | 181   | 47    | 64    | 17       | 5        | 1        | 94    | 26    | 26    | 4        | 3     | --    | 28    | --    | 1     | 18    | 3        | .354  | .443     | .519     | .962  |
| 1952       | 巨人       | 116   | 533   | 474   | 104   | 163   | 33       | 5        | 10       | 236   | 53    | 38    | 11       | 8     | --    | 47    | --    | 2     | 38    | 8        | .344  | .405     | .498     | .903  |
| 1953       | 巨人       | 104   | 437   | 365   | 58    | 112   | 24       | 2        | 6        | 158   | 54    | 13    | 5        | 10    | --    | 57    | --    | 3     | 33    | 9        | .307  | .405     | .433     | .838  |
| 1954       | 巨人       | 125   | 564   | 477   | 93    | 172   | 40       | 6        | 10       | 254   | 69    | 20    | 9        | 10    | 3     | 69    | --    | 2     | 56    | 5        | .361  | .441     | .532     | .974  |
| 1955       | 巨人       | 107   | 487   | 424   | 68    | 132   | 22       | 2        | 13       | 197   | 65    | 10    | 3        | 9     | 3     | 49    | 3     | 1     | 66    | 5        | .311  | .382     | .465     | .846  |
| 1956       | 巨人       | 123   | 529   | 452   | 86    | 153   | 20       | 4        | 13       | 220   | 47    | 25    | 9        | 9     | 2     | 63    | 7     | 2     | 72    | 4        | .338  | .420     | .487     | .907  |
| 1957       | 巨人       | 126   | 515   | 467   | 55    | 160   | 20       | 7        | 12       | 230   | 48    | 10    | 7        | 3     | 6     | 35    | 3     | 2     | 62    | 9        | .343  | .386     | .493     | .879  |
| 1958       | 巨人       | 128   | 532   | 467   | 64    | 137   | 21       | 3        | 8        | 188   | 58    | 8     | 3        | 7     | 4     | 51    | 1     | 0     | 77    | 9        | .293  | .360     | .403     | .763  |
| 1959       | 巨人       | 117   | 490   | 432   | 67    | 124   | 16       | 8        | 3        | 165   | 26    | 6     | 2        | 4     | 1     | 49    | 0     | 3     | 52    | 7        | .287  | .363     | .382     | .745  |
| 1960       | 巨人       | 126   | 454   | 399   | 48    | 91    | 19       | 3        | 5        | 131   | 26    | 6     | 2        | 8     | 1     | 43    | 4     | 3     | 55    | 5        | .228  | .307     | .328     | .635  |
| 1961       | 中日       | 76    | 184   | 146   | 17    | 26    | 6        | 0        | 1        | 35    | 9     | 1     | 3        | 8     | 1     | 28    | 1     | 1     | 24    | 4        | .178  | .313     | .240     | .552  |
| 1962       | 中日       | 17    | 17    | 14    | 0     | 3     | 0        | 0        | 0        | 3     | 1     | 0     | 0        | 0     | 0     | 3     | 0     | 0     | 0     | 0        | .214  | .353     | .214     | .567  |
| 通算：12年 | 通算：12年 | 1219  | 4955  | 4298  | 707   | 1337  | 238      | 45       | 82       | 1911  | 482   | 163   | 58       | 79    | 21    | 522   | 19    | 20    | 553   | 68       | .311  | .387     | .445     | .831  |

- 各年度の太字はリーグ最高

### 年度別監督成績
| 年度      | 球団      | 順位      | 試合 | 勝利 | 敗戦 | 引分 | 勝率 | ゲーム差               | チーム 本塁打          | チーム 打率            | チーム 防御率          | 年齢                   |
| --------- | --------- | --------- | ---- | ---- | ---- | ---- | ---- | ---------------------- | ---------------------- | ---------------------- | ---------------------- | ---------------------- |
| 1972年    | 中日      | 3位       | 130  | 67   | 59   | 4    | .532 | 7.0                    | 123                    | .232                   | 3.29                   | 47歳                   |
| 1973年    | 中日      | 3位       | 130  | 64   | 61   | 5    | .512 | 1.5                    | 108                    | .242                   | 2.98                   | 48歳                   |
| 1974年    | 中日      | 1位       | 130  | 70   | 49   | 11   | .588 | -                      | 150                    | .264                   | 3.75                   | 49歳                   |
| 1975年    | 中日      | 2位       | 130  | 69   | 53   | 8    | .566 | 4.5                    | 133                    | .271                   | 3.18                   | 50歳                   |
| 1976年    | 中日      | 4位       | 130  | 54   | 66   | 10   | .450 | 21.5                   | 138                    | .266                   | 4.50                   | 51歳                   |
| 1977年    | 中日      | 3位       | 130  | 64   | 61   | 5    | .512 | 15.5                   | 176                    | .275                   | 4.38                   | 52歳                   |
| 通算：6年 | 通算：6年 | 通算：6年 | 780  | 388  | 349  | 43   | .526 | Aクラス5回、Bクラス1回 | Aクラス5回、Bクラス1回 | Aクラス5回、Bクラス1回 | Aクラス5回、Bクラス1回 | Aクラス5回、Bクラス1回 |

※1972年から1996年までは130試合制

### タイトル
- 首位打者：3回（1954年、1956年 - 1957年）※2年連続はセ・リーグ初
- 最多出塁数：3回（1954年、1956年、1957年）
- 最多安打（当時連盟表彰なし）：3回（1952年、1954年、1957年）

### 表彰
- 最高殊勲選手（MVP）：1回（1957年）※外国人の受賞は戦後初
- ベストナイン：7回（外野手部門：1952年 - 1958年）
- 野球殿堂競技者表彰（1994年）
- 日本シリーズ技能賞：1回（1953年）
- 日本シリーズ最高打撃賞：1回（1952年）
- 日本シリーズ本塁打王賞：1回（1953年）

### 記録
節目の記録
- 1000試合出場：1959年10月20日対中日ドラゴンズ戦 ※史上52人目
- 1000本安打：1958年5月25日対広島カープ戦[20]

その他の記録
- 通算最多ホームスチール：11回 ※NPB記録[50]
- シーズン最多ホームスチール：5回（1951年） ※NPB記録[50]
- 1試合最多ホームスチール：2回（1951年9月12日対国鉄スワローズ戦）※NPB記録[50]
- 1イニング最多盗塁：3（1951年9月12日対国鉄スワローズ戦の7回）※NPBタイ記録[8]
- シーズン猛打賞回数：22（1952年）※当時のNPB記録[51]
- 通算打撃妨害出塁：15 ※中利夫（21回）に次ぐNPB第2位[52]
- オールスターゲーム選出：8回（1952年 - 1959年）

### 背番号
- 7（1951年 - 1960年）
- 37（1961年 - 1962年、1965年 - 1966年、1972年 - 1977年）
- 35（1963年 - 1964年）
- 55（1967年 - 1969年）
- 61（1970年）
- 64（1971年）
- 76（1978年 - 1980年）
- 71（1981年 - 1982年）
- 87（1983年 - 1984年）
- 85（1985年 - 1988年）

### アメリカンフットボール（AAFC）の成績
| 年度     | チーム   | 試合 | 試合 | レシーブ | レシーブ    | レシーブ         | レシーブ      | レシーブ | ラン      | ラン        | ラン             | ラン      | ラン | ファンブル    | ファンブル |
| 年度     | チーム   | 出場 | 先発 | 捕球数   | 獲得 ヤード | 平均 獲得 ヤード | 最長 レシーブ | TD       | 試行 回数 | 獲得 ヤード | 平均 獲得 ヤード | 最長 ラン | TD   | ファン ブル数 | ロスト     |
| -------- | -------- | ---- | ---- | -------- | ----------- | ---------------- | ------------- | -------- | --------- | ----------- | ---------------- | --------- | ---- | ------------- | ---------- |
| 1947     | SF       | 12   | 3    | 3        | 40          | 13.3             | -             | 0        | 19        | 74          | 6.2              | -         | 0    | 0             | 0          |
| NFL：1年 | NFL：1年 | 12   | 3    | 3        | 40          | 13.3             | -             | 0        | 19        | 74          | 6.2              | -         | 0    | 0             | 0          |

- 1947年シーズン終了時